# Henry R. Brinkerhoff

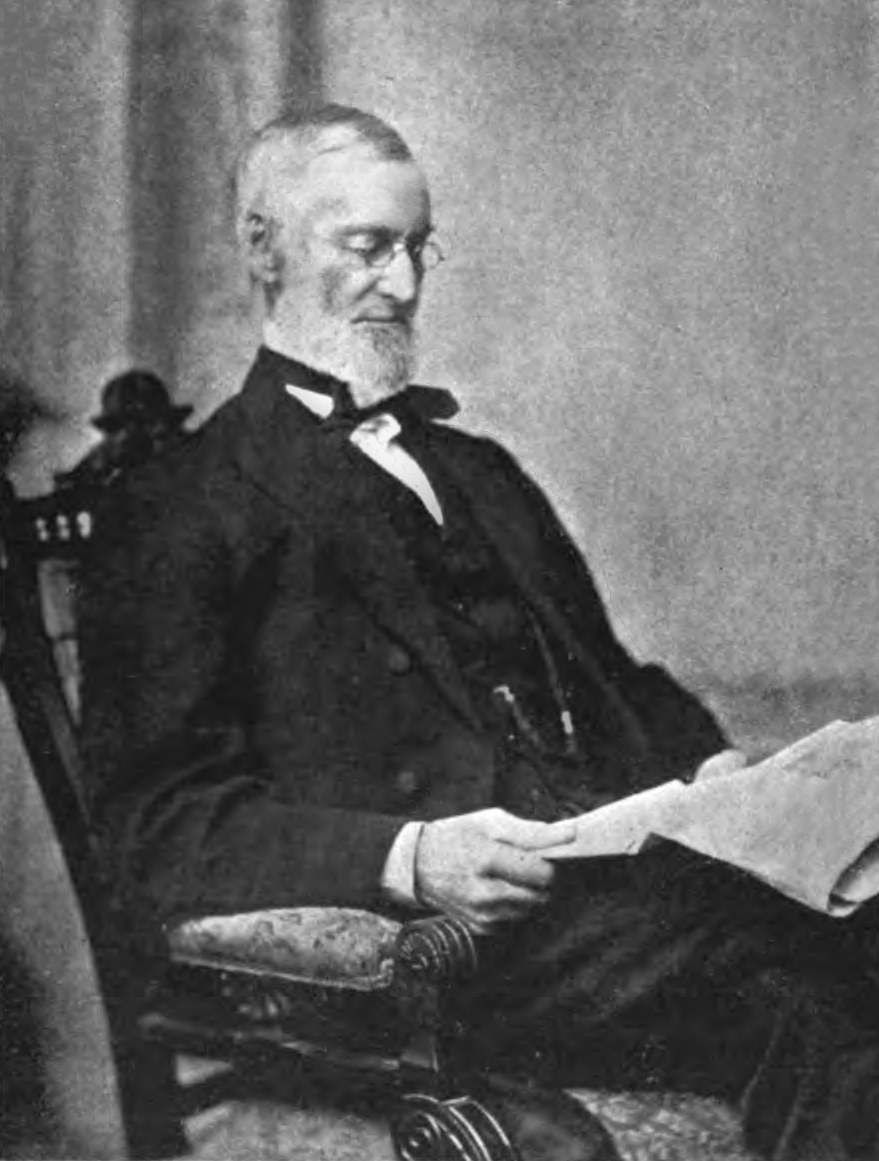
Henry R. Brinkerhoff

Henry Roelif Brinkerhoff (* 23. September 1787 im Adams County, Pennsylvania; † 30. April 1844 im Huron County, Ohio) war ein US-amerikanischer Politiker der Demokratischen Partei. Von 1843 bis 1844 war er Mitglied des Repräsentantenhauses der Vereinigten Staaten für den 21. Kongressdistrikt des Bundesstaates Ohio.

## Biografie
Henry R. Brinkerhoff war ein Cousin des Kongressabgeordneten Jacob Brinkerhoff (1810–1880). Er wurde im Adams County in Pennsylvania geboren. 1793 zog er mit seinen Eltern in den Cayuga County im Bundesstaat New York. Dort besuchte er die öffentlichen Schulen. Im Britisch-Amerikanischen Krieg kommandierte er eine Miliz und nahm an der Schlacht bei Queenston Heights teil. Daraufhin war er als Ackerbauer tätig. 1828 und 1829 war er Mitglied der New York State Assembly. 1837 zog er in den Huron County. 
Bei den Kongresswahlen 1842 wurde Brinkerhoff als Vertreter des neu geschaffenen 21. Distrikts von Ohio ins US-Repräsentantenhaus gewählt. Bis zu seinem Tod 1844 vertrat er den 21. Distrikt.
Brinkerhoff wurde auf dem Pioneer Cemetery in Plymouth beigesetzt.